# Кечуа Куско-Кольяо
Диалектная группа Куско-Кольяо (исп. Cusco-Collao или Cuzco-Collao, кечуа  Qusqu Qullaw) — это подгруппа кечуанских диалектов, распространённая в перуанских департаментах Куско, Пуно, Арекипа, на востоке Апуримака, а также в Боливии (кусканский, кечуа Пуно, североболивийский и южноболивийский кечуа). Она является самой значительной кечуаязычной группой (около 6 млн носителей). Название Кольяо восходит к кечуанскому названию плоскогорья в районе озера Титикака, которое в свою очередь происходит от названия народа кулья.
Кечуа Куско-Кольяо вместе с аргентинским кечуа и аякучанским кечуа образует южную подветвь периферийных кечуанских языков (подветвь Кечуа II-C).

## Особенности диалектов Куско-Кольяо
К важнейшим особенностям относятся абруптивные (эйективные) и придыхательные взрывные согласные, которые в столь полном объёме отсутствуют в других кечуанских языках:
| Простые | Эйективные | Придыхательные |
| ------- | ---------- | -------------- |
| p < p>  | pʼ < p'>   | pʰ <ph>        |
| t <t>   | tʼ <t'>    | tʰ < th>       |
| tʃ <ch> | tʃ′ <ch>   | tʃʰ <chh>      |
| k <k>   | kʼ <k'>    | kʰ <kh>        |
| q <q>   | qʼ <q'>    | qʰ <qh>        |

Символы, обозначающие отдельные звуки на письме в соответствии с официальным алфавитом, показаны в <угловых скобках>.
Типичным для диалектов Куско-Кольяо является к тому же фрикативизация взрывных в конце слога: [p] переходит в [f] или [h], [tʃ] — в [ʃ] или [s], [t] — в [s], [k] — в [h], а [q] — в [x] или [h]. Из других изменений: [m] превращается в [n] в конце слога.
В области морфологии южноболивийский диалект включает ряд явлений, заимствованных из испанского языка (например, форма множественного числа на -s вместо -kuna в существительных, оканчивающихся на гласный, уменьшительный суффикс -(s)itu/-(s)ita вместо -cha). Наряду с обычными для кечуанских языков условных конструкций с -pti- и -spa в диалектах Куско-Кольяо есть форма условного наклонения, образуемая с помощью chayqa.
Munanki chayqa, hamusaq. Если ты хочешь, я приду.
Несмотря на эти особенности, носители диалектов Куско-Кольяо понимают носителей аякучанского и аргентинского кечуа, что стало предпосылкой для создания южнокечуанского литературного языка.